# Iglesia Belén (Cajamarca)
La Iglesia Belén es una basílica católica levantada en la ciudad del Cajamarca del departamento homónimo en Perú. Forma parte del Complejo Belén y se ubica a dos cuadras de la Plaza de Armas de la ciudad.

## Historia
Fue construido del 1672 al 1774 financiado por el corregidor Francisco de Espinoza, usando como material a la cantería durante el corregimiento de Trujillo en el entonces Virreinato del Perú. Fue hecha para los indígenas locales, para seguir con el proceso de conversión católica en América.
Fue catalogada Patrimonio Cultural de la Nación en 1972.

## Características
A la entrada se ubica una pequeña capilla que actualmente lleva la imagen de Santa Bárbara, inicialmente estuvo dedicada a San Sebastián.
En el interior destaca la decoración con diseños de rombos, así como la decoración policromada que tiene en las pechinas. Aquí se observan ángeles que con las manos levantadas parecen sostener el tambor de la cúpula. El altar mayor es relativamente moderno, de estilo neoclásico, de mediados del siglo XIX, el original no ha sobrevivido al tiempo. Además en 1960, las paredes fueron despintadas, perdiéndose así los colores barrocos.